# Нахичеван
Вижте пояснителната страница за други значения на Нахичеван.
Нахичеван (на азербайджански: ناخجیوان, Naxçıvan [Нахчъван], на арменски: Նախիջևան) е град в Азербайджан, столица на Нахичеванската автономна република.
Разположен е на десния бряг на река Нахичевачай (приток на Аракс). Той е пътен и железопътен възел по линията Ереван – Баку. Градът има летище.

## История
Основан е през VI век пр.н.е. От II век пр.н.е. до V век е в царство Велика Армения. През V – VII век е в състава на Марзпанска Армения, след което е в провинция Армения на Арабския халифат. Градът е в Багратидска Армения от 885 г.
Още през VIII – X век Нахичеван е голям търговско-занаятчийски център. През X век е седалище на султана на селджуките, а през XII век – столица на държавата на Илдегизидите.
Разоряван е от монголите (XIII век), от Тамерлан (края на XIV век), персите (началото на XVII век).
В края на XVIII и началото на XIX век е столица на Нахичеванското ханство, присъединено по-късно към Русия с Туркманчайския мирен договор от 1828 г. От 1849 г. е център на Нахичевански уезд на Ериванска губерния.
През юни 1918 г. градът първо е окупиран от турски войски, с чиято подкрепа е обявена Аракската република, а след това през ноември 1918 г. ги сменят британци. В града влиза полк от 11-а червена армия на 28 юли 1920 г.
От 9 февруари 1924 г. е столица на Нахичеванската автономна съветска социалистическа република.
В Нахичевани има сгради от XII – XIV век, културно-историческо наследство от местната архитектурна школа начело с Аджеми Нахчивани (мавзолеите на Юсуф, син на Кусейир, и Момине-хатун). Запазени са крепост (X – XIV век), комплекс от джамии и мавзолеи (XVIII век), джамия (XIX век).

## Личности
- Гайдар Алиев – президент на Азербайджан (1993 – 2003)
- Хамид Касумбеков – съветски военачалник, вицеадмирал
- Владимир Макогонов – шахматист
- Ниджат Мамедов – шахматист
- Аджеми Нахчивани – архитект